# An-Na’im
An-Na’im (arab. الناعم) – miejscowość w Syrii, w muhafazie Hims. W 2004 roku liczyła 2290 mieszkańców.